# Forró rágógumi 8. – Kebelcsodák parádéja
A Forró rágógumi 8. – Kebelcsodák parádéja (  Eis Am Stiel 8 – Summertime Blues,  Lemon Popsicle VIII. – Summertime Blues) 1988-as izraeli–német kultuszfilm. A Forró rágógumi sorozat nyolcadik darabja.

## Történet
A három fiú ismét hagyja magát az ösztöneitől vezéreltetni. Mindenütt csinosabbnál csinosabb lányokat látnak, de a csajozás kifárasztja az idegeiket, és a fizikai kondíciót is gyengíti. Az egyetlen megoldás, ha a nők házhoz jönnek, de ez nem olyan egyszerű. A kulcsszerep ismét Johnny-é. Egy bártulajdonos lánya halálosan szerelmes Benjibe. Az apa sokat adna azért, hogy levegyék a válláról lánya gondját.

## Szereplők
| Szerep                  | Színész         | Magyar hang     |
| ----------------------- | --------------- | --------------- |
| Benji / Bentzi          | Yftach Katzur   | Fekete Zoltán   |
| Bobby / Momo            | Jonathan Sagall | Markovics Tamás |
| Huey / Yudale           | Zachi Noy       | Kerekes József  |
| Polly                   | Elfi Eschke     | Mezei Kitty     |
| Polly apja              | Jacques Cohen   | Orosz István    |
| Romek Weiss, Benji apja | Dan Harden      | Forgács Gábor   |
| Sonja, Benji anyja      | Dvora Kedar     | Illyés Mari     |
| Tami                    | Sissi Pitz      |                 |
| Eva                     | Sibylle Rauch   |                 |
| Charly                  | Dan Turgeman    |                 |
| Iris                    | Sonja Martin    |                 |
| Joshua                  | Yaron Shilon    |                 |
| Laura                   | Iris Shapira    |                 |
| Dana                    | Sigal Shapira   |                 |